# Linnaemya atriventris
Linnaemya atriventris là một loài ruồi trong họ Tachinidae.